# Čekrk
Čekrk (tur. çıkrık) je jednostavno priručno vitlo koje se sastoji se od dva kolotura različitih polumjera, međusobno čvrsto spojenih zajedničkom osovinom. Veći kolotur, oko kojega je namotano uže za potezanje, naziva se kolo, a manji, produžen u obliku valjka na koje se namata uže s teretom, naziva se vreteno. Sila potezanja razmjerno je manja u odnosu na silu u teretnom užetu prema omjeru polumjera vretena i kola.

## Male dizalice
Za prigodno dizanje tereta, to jest ono koje se rijetko i neredovito obavlja, upotrebljavaju se male dizalice veoma različitih konstrukcijskih oblika. Podne dizalice imaju male visine dizanja, a ovjesne dizalice pomoću užeta ili lanca ostvaruju velik podizaj.

### Ovjesne dizalice
Najstarije i najpoznatije ručne dizalice jesu koloturi s konopom ili čeličnim užetom omotanim oko više užetnika. S obzirom na njihov prijenosni omjer izgrađuju se samo do nosivosti 250 kilograma. Na montažnim radovima koloture potiskuju pužni čekrci i čekrci s čelnim zupčanicima jer se njima mnogo lakše rukuje. Da bi promjer zakretanja nosivog dijela bio što manji, daje se prednost lancima. Pogon je ručni pomoću beskonačnog lanca prebačenog preko lančanika. 

### Pužni čekrk
Pužni čekrci grade se za nosivosti od 0,5 do 25 tona i za visinu dizanja do 10 metara, vlastite mase od 25 do 700 kilograma i korisnosti η = 0,55 - 0,70. Kao nosivi lanci za terete do 10 tona upotrebljavaju se kolutni lanci, a za terete od 10 tona zglobni lanci.

### Čekrk s čelnim zupčanicima
Čekrci s čelnim zupčanicima u usporedbi s pužnim čekrcima istog prijenosa teži su i skuplji, ali imaju bolju korisnost (od 0,75 do 0,85) pa je potrebna manja pogonska sila. Izrađuju se za nosivosti od 0,25 do 10 tona i visinu dizanja do 10 metara.

### Motorna dizalica
Za učestala dizanja upotrebljavaju se motorne dizalice. Za nosivost od 0,5 do 8 tona najčešće se upotrebljava najrašireniji tip motorne dizalice: užetni električni čekrk. Postoje i električni čekrci nosivosti do 32 tone. Normalne visine dizanja iznose do 10 metara, a iznimno i do 40 metara, brzina je dizanja obično od 0,1 do 0,2 m/s, a ako je ugrađen mehanizam za polagano dizanje, moguće su i brzine od samo 0,02 do 0,03 m/s. Električni čekrk može biti izrađen tako da se objesi o nepomičnu gredu, odnosno nosač, pa se njim radi na jednom mjestu. Kad ima mehanizam za vožnju, onda služi kao vitlo koje se kreće po nosaču, ili kao vitlo na dvije tračnice.
Ako se čekrk s čelnim zupčanicima opremi motornim pogonom, dobiva se lančani električni čekrk. Takvi su čekrci po dimenzijama i težini mnogo manji od onog s užetima. Upotrebljavaju se za dizanje manjih tereta, do 5 tona. Umjesto elektromotora, pogon lančanog čekrka može biti i zračnim ili pneumatskim motorom, pa je to onda lančani pneumatski čekrk. Pogon stlačenim zrakom omogućuje jednostavnu i robustnu konstrukciju s lakim reguliranjem brzine dizanja pomoću jednostavnih prigušnih ventila. To povećava sigurnost rada u prostorijama gdje postoji opasnost od eksplozije i vatre. 

### Slike
| | |                                               | |
| Čekrk s čelnim zupčanicima nosivosti 3,2 tone: 1. lančanik za ručni lanac, 2. i 3. kočnica sa zadržačem, 4. mali zupčanik, 5. pogonski lančanik, 6. ovješenje lanca. | Električni čekrk nosivosti 5 tona: 1. i 2. okrilje, 3. elektromotor i kolo kočnice, 4. pojasna kočnica i elektromagnetski otkočnik, 5. zupčasti prijenos, 6. bubanj i ležaj, 7. sklop kuke, 8. 9. i 10. vreteno za vođenje užeta, 11. granični prekidač dizanja, 12. ovjesište. | Čekrk koji podiže cestovni most preko kanala. | Veći dio jednostavnog priručnog vitla (čekrka) naziva se kolo, a manji, produžen u obliku valjka na koje se namata uže s teretom, naziva se vreteno. Sila potezanja razmjerno je manja u odnosu na silu u teretnom užetu prema omjeru polumjera vretena i kola (jednostavni stroj). |

## Čekrk u bosanskoj kuhinji
Čekrk je predmet iz tradicionalne bosanske kuhinje, u kojoj je posuđe uglavnom od bakra, kositreno, pojedino od srebra ili s pozlatom. Čekrk djeluje na načelu poluge odnosno vitla. Pomoću njega koristi se vodu iz vodotokova kao pogon za okretanje ražnja, zalijevanje vrtova i rashlađivanje voća, prije svega lubenica i pića.

## Vanjske poveznice
|  | Zajednički poslužitelj ima još gradiva o temi Čekrk |